# 曼寧特里
曼寧特里（Manningtree）是英國英格蘭埃塞克斯郡的一個城鎮和民政教區。2011年，曼寧特里有人口911人。曼寧特里自稱是英格蘭最小的城鎮。

## 外部連結
- Manningtree Town Council website （页面存档备份，存于）